# Jakob Jantscher
Jakob Jantscher (Graz, 1989. január 8. –) osztrák válogatott labdarúgó, aki a Sturm Graz játékosa.

## Pályafutása

### Klubcsapatban
Az SC Unterpremstätten utánpótlás csapatánál kezdte pályafutását, 1999-ben a LUV Graz leigazolta. 2003-ban a másik grazi csapat a Sturm Graz akadémiájára került. A 2006-2007-es szezont már a 2. csapatnál töltötte, ahol 40 mérkőzésen 7 gólt szerzett. Egy évvel később már az 1. csapattal készült.A 2007-2008-as szezonban mutatkozott be az Osztrák bajnokság élvonalába, későbbi csapata a Salzburg ellen, csereként 8 percet játszott. A grazi csapatban összesen 97 meccset játszott, 16 gólt szerzett. 2010-ben megnyerte az osztrák kupát. 2010-ben 1millió euróért az FC Red Bull Salzburg leigazolta. A 2011-2012-es szezonban 14 góllal az osztrák bajnokság gólkirálya lett, emellett csapatával bajnok és kupagyőztes lett.

### A válogatottban
A 16. válogatott fellépésén szerezte meg első gólját Spanyolország ellen.

## Sikerei, díjai

### Klub
- Sturm Graz
  - Osztrák kupa: 2009–10, 2017–18
- Red Bull Salzburg
  - Osztrák bajnok: 2011–12, 2013–14
  - Osztrák kupa: 2011–12

### Egyéni
- Osztrák bajnokság gólkirálya: 2011–12